# Coupe du monde de ski alpin 2001-2002
Navigation
Édition précédente Édition suivante
La coupe du monde de ski alpin 2001-2002 est la 36e édition de la coupe du monde de ski alpin, compétition de ski alpin organisée annuellement. Elle se déroule du 27 octobre 2001 au 10 mars 2002.
Les hommes disputent 35 épreuves : 10 descentes, 6 super-G, 8 géants, 9 slaloms et 2 combinés.
Les femmes disputent 34 épreuves : 9 descentes, 5 super-G, 9 géants, 9 slaloms et 2 combinés.
Les Jeux olympiques sont disputés à Salt Lake City du 2 au 23 février 2002.

## Tableau d'honneur
| Catégorie | Messieurs           | Dames                |
| --------- | ------------------- | -------------------- |
| Général   | Stephan Eberharter  | Michaela Dorfmeister |
| Descente  | Stephan Eberharter  | Isolde Kostner       |
| Super G   | Stephan Eberharter  | Hilde Gerg           |
| Géant     | Frédéric Covili     | Sonja Nef            |
| Slalom    | Ivica Kostelić      | Laure Pequegnot      |
| Combiné   | Kjetil André Aamodt | Renate Götschl       |

## Résumé de la saison
En l'absence d'Hermann Maier victime d'un très grave accident de moto durant l'intersaison et dont l'avenir de skieur de compétition est très incertain, c'est Stephan Eberharter qui domine le classement général de la coupe du monde.
S'exprimant comme Maier, de la descente au géant, Eberharter réalise une saison pleine marquée par son premier titre olympique en géant, ses premiers globes de spécialités (descente et Super G) et son premier gros globe. Vainqueur à dix reprises (6 descentes, 3 Super G et 1 géant) et omniprésent sur les podiums (17), le skieur autrichien est intouchable et laisse le polyvalent norvégien Kjetil André Aamodt vainqueur des deux combinés de la saison à plus de 600 points. Âgé de 33 ans, Eberharter est logiquement élu sportif de l'année en Autriche.
La saison est très disputée en géant avec huit vainqueurs différents. Frédéric Covili domine le début de saison avec des victoires à Sölden et Alta Badia et deux autres podiums lui conférant une bonne avance au classement. mais une 17e place du Français à Saint-Moritz redistribue les cartes avant la dernière course de la saison. Si le Français garde la main assez confortablement, cinq skieurs (Cuche, Eberharter, Nyberg et Raich) se tiennent à moins de 80 points ce qui constitue une première en coupe du Monde. Covili parvient finalement à conserver la tête grâce à une 5e place lors du géant des finales et remporte le globe de cristal du géant 31 ans après Patrick Russel dernier Français vainqueur.
La saison en slalom marque l'arrivée d'une nouvelle génération de skieurs parfaitement rodée aux skis paraboliques. Parmi les cinq vainqueurs dans la saison, seul Rainer Schönfelder 25 ans dépasse les 24 ans. La saison marquera un duel entre deux skieurs assez méconnus jusque-là que sont le Croate Ivica Kostelić puissant et régulier et l'Américain Bode Miller au style spectaculaire et explosif. Les deux skieurs remportent trois victoires et signent six podiums dans la discipline mais c'est le Croate plus régulier qui remporte le globe de cristal.
Jean-Pierre Vidal remporte lors du slalom de Kranjska Gora son premier succès en coupe du Monde. Auteur de trois autres podiums, le Français termine troisième au classement de la coupe du monde de slalom. Il devient en outre le second Français champion olympique du slalom 34 ans après Jean-Claude Killy.
L'Autrichienne Michaela Dorfmeister remporte à 29 ans la première coupe du monde de sa carrière.
La Viennoise ne domine aucune discipline mais fait preuve d'une régularité impressionnante avec 22 courses classées dans le top 10. Vainqueur à quatre reprises et présente neuf fois sur le podium dans quatre disciplines différentes (descente, Super G, Géant et combiné), Dorfmeister devance finalement sa compatriote Renate Götschl et la Suissesse Sonja Nef.
L'italienne Isolde Kostner remporte une nouvelle coupe du monde de descente grâce à cinq podiums dont deux victoires.
Hilde Gerg domine quant à elle le classement du super G et remporte cinq ans après le premier, son deuxième globe de la spécialité.
La suissesse Sonja Nef (six podiums et deux victoires) confirme qu'elle est la leader incontestée du géant depuis deux ans ajoutant un nouveau globe à son palmarès.
En slalom, la saison marque l’avènement de Laure Pequegnot. La skieuse française extrêmement régulière ne quitte pas le top 10 une seule fois de la saison. Avec trois victoires (Copper Mountain, Saalbach et Åre) et cinq podiums, elle remporte sa première coupe du monde de slalom devançant Kristina Koznick (4 podiums) et la suédoise Anja Pärson (4 victoires).
La saison prend un tournant dramatique avec les accidents de la française Régine Cavagnoud et du descendeur suisse Silvano Beltrametti. Lors d'un entrainement en commun avec l'équipe allemande sur le glacier de Pitzal, la skieuse française championne du monde du super G et tenante du globe du Super G heurte à plus de 80 km/h un entraineur allemand qui n'avait pas été prévenu de son départ. Le choc est fatal pour Cavagnoud dont les dommages cérébraux s'avéreront trop importants et qui décédera deux jours plus tard.
Beltrametti grand espoir du ski suisse part quant à lui a la faute alors qu'il est en tête de la descente de Val d'Isère. Abordant un virage difficile, il commet un intérieur et n'est pas ralenti par les bâches de sécurité qui le propulse sur un rocher lui brisant la colonne vertébrale et le laissant paralysé des membres inférieurs.

## Système de points
Le vainqueur d'une épreuve de coupe du monde se voit attribuer 100 points pour le classement général. Les skieurs classés aux trente premières places marquent des points.
| Place  | 1er | 2d | 3e | 4e | 5e | 6e | 7e | 8e | 9e | 10e | 11e | 12e | 13e | 14e | 15e | 16e | 17e | 18e | 19e | 20e | 21e | 22e | 23e | 24e | 25e | 26e | 27e | 28e | 29e | 30e |
| ------ | --- | -- | -- | -- | -- | -- | -- | -- | -- | --- | --- | --- | --- | --- | --- | --- | --- | --- | --- | --- | --- | --- | --- | --- | --- | --- | --- | --- | --- | --- |
| Points | 100 | 80 | 60 | 50 | 45 | 40 | 36 | 32 | 29 | 26  | 24  | 22  | 20  | 18  | 16  | 15  | 14  | 13  | 12  | 11  | 10  | 9   | 8   | 7   | 6   | 5   | 4   | 3   | 2   | 1   |

## Classement général
| Rang | Nom                  | Points | Victoire(s) | Podium(s) |
| ---- | -------------------- | ------ | ----------- | --------- |
| 1    | Stephan Eberharter   | 1702   | 10          | 17        |
| 2    | Kjetil André Aamodt  | 1096   | 2           | 4         |
| 3    | Didier Cuche         | 1064   | 2           | 8         |
| 4    | Bode Miller          | 952    | 4           | 9         |
| 5    | Fritz Strobl         | 846    | 2           | 5         |
| 6    | Lasse Kjus           | 680    |             | 3         |
| 7    | Ivica Kostelić       | 677    | 3           | 5         |
| 8    | Fredrik Nyberg       | 584    | 1           | 3         |
| 9    | Benjamin Raich       | 526    | 1           | 3         |
| 10   | Kristian Ghedina     | 505    | 1           | 2         |
| 11   | Christoph Gruber     | 477    |             |           |
| 12   | Frédéric Covili      | 471    | 2           | 4         |
| 13   | Jean-Pierre Vidal    | 462    | 1           | 4         |
| 14   | Didier Defago        | 429    |             | 1         |
| 15   | Michael von Grünigen | 410    | 1           | 3         |
| 16   | Christian Greber     | 401    | 1           | 1         |
| 17   | Hannes Trinkl        | 390    | 1           | 4         |
| 18   | Andreas Schifferer   | 385    |             | 1         |
| 19   | Franco Cavegn        | 380    |             | 1         |
| 20   | Kurt Sulzenbacher    | 378    |             | 2         |

| Rang | Nom                   | Points | Victoire(s) | Podium(s) |
| ---- | --------------------- | ------ | ----------- | --------- |
| 1    | Michaela Dorfmeister  | 1271   | 5           | 10        |
| 2    | Renate Götschl        | 931    | 4           | 7         |
| 3    | Sonja Nef             | 904    | 3           | 9         |
| 4    | Hilde Gerg            | 847    | 4           | 6         |
| 5    | Anja Pärson           | 840    | 4           | 8         |
| 6    | Isolde Kostner        | 641    | 2           | 6         |
| 7    | Corinne Rey-Bellet    | 618    | 1           | 3         |
| 8    | Kristina Koznick      | 612    |             | 4         |
| 9    | Laure Pequegnot       | 597    | 3           | 5         |
| 10   | Ylva Nowén            | 551    |             | 4         |
| 11   | Karen Putzer          | 535    | 1           | 3         |
| 12   | Tanja Poutiainen      | 520    |             | 2         |
| 13   | Brigitte Obermoser    | 511    |             |           |
| 14   | Janica Kostelić       | 506    | 1           | 3         |
| 15   | Alexandra Meissnitzer | 475    |             | 2         |
| 16   | Carole Montillet      | 443    |             | 1         |
| 17   | Selina Heregger       | 439    |             | 2         |
| 18   | Sylviane Berthod      | 418    | 1           | 2         |
| 19   | Daniela Ceccarelli    | 413    |             | 2         |
| 20   | Mélanie Suchet        | 380    |             | 2         |

## Classements de chaque discipline
Les noms en gras remportent les titres des disciplines.

### Descente
| Rang | Nom                 | Points | Victoire(s) | Podium(s) |
| ---- | ------------------- | ------ | ----------- | --------- |
| 1    | Stephan Eberharter  | 810    | 6           | 8         |
| 2    | Fritz Strobl        | 520    | 1           | 3         |
| 3    | Kristian Ghedina    | 381    | 1           | 2         |
| 4    | Franco Cavegn       | 366    |             | 1         |
| 5    | Hannes Trinkl       | 350    | 1           | 4         |
| 6    | Kjetil André Aamodt | 337    |             | 2         |
| 7    | Christian Greber    | 329    | 1           | 1         |
| 8    | Kurt Sulzenbacher   | 320    |             | 2         |
| 9    | Michael Walchhofer  | 295    |             | 3         |
| 10   | Ambrosi Hoffmann    | 273    |             | 1         |

| Rang | Nom                  | Points | Victoire(s) | Podium(s) |
| ---- | -------------------- | ------ | ----------- | --------- |
| 1    | Isolde Kostner       | 568    | 2           | 5         |
| 2    | Michaela Dorfmeister | 469    | 1           | 4         |
| 3    | Corinne Rey-Bellet   | 414    | 1           | 3         |
| 4    | Hilde Gerg           | 412    | 2           | 3         |
| 5    | Renate Götschl       | 408    | 2           | 3         |
| 6    | Sylviane Berthod     | 346    | 1           | 2         |
| 7    | Mélanie Suchet       | 304    |             | 2         |
| 8    | Selina Heregger      | 268    |             | 1         |
| 9    | Brigitte Obermoser   | 242    |             |           |
| 10   | Pernilla Wiberg      | 208    |             | 1         |

### Super G
| Rang | Nom                 | Points | Victoire(s) | Podium(s) |
| ---- | ------------------- | ------ | ----------- | --------- |
| 1    | Stephan Eberharter  | 470    | 3           | 5         |
| 2    | Didier Cuche        | 426    | 1           | 5         |
| 3    | Fritz Strobl        | 326    | 1           | 2         |
| 4    | Alessandro Fattori  | 294    | 1           | 3         |
| 5    | Andreas Schifferer  | 214    |             | 1         |
| 6    | Kjetil André Aamodt | 210    |             |           |
| 7    | Didier Defago       | 202    |             | 1         |
| 8    | Christoph Gruber    | 193    |             |           |
| 9    | Lasse Kjus          | 176    |             |           |
| 10   | Fredrik Nyberg      | 158    |             |           |

| Rang | Nom                   | Points | Victoire(s) | Podium(s) |
| ---- | --------------------- | ------ | ----------- | --------- |
| 1    | Hilde Gerg            | 355    | 2           | 3         |
| 2    | Alexandra Meissnitzer | 248    |             | 2         |
| 3    | Michaela Dorfmeister  | 212    | 1           | 1         |
| 4    | Renate Götschl        | 210    |             | 2         |
| 5    | Karen Putzer          | 192    | 1           | 1         |
| 6    | Caroline Lalive       | 167    |             | 1         |
| 7    | Daniela Ceccarelli    | 158    |             | 1         |
| 8    | Stefanie Schuster     | 137    |             | 1         |
| 9    | Carole Montillet      | 129    |             | 1         |
| 10   | Tanja Schneider       | 122    |             | 1         |

### Géant
| Rang | Nom                  | Points | Victoire(s) | Podium(s) |
| ---- | -------------------- | ------ | ----------- | --------- |
| 1    | Frédéric Covili      | 471    | 2           | 4         |
| 2    | Benjamin Raich       | 429    | 1           | 3         |
| 3    | Stephan Eberharter   | 422    | 1           | 4         |
| 4    | Didier Cuche         | 420    | 1           | 3         |
| 5    | Fredrik Nyberg       | 405    | 1           | 3         |
| 6    | Michael von Grünigen | 356    | 1           | 3         |
| 7    | Bode Miller          | 310    | 1           | 2         |
| 8    | Sami Uotila          | 250    |             | 1         |
| 9    | Joël Chenal          | 207    |             |           |
| 10   | Christoph Gruber     | 202    |             |           |

| Rang | Nom                  | Points | Victoire(s) | Podium(s) |
| ---- | -------------------- | ------ | ----------- | --------- |
| 1    | Sonja Nef            | 574    | 3           | 6         |
| 2    | Michaela Dorfmeister | 494    | 3           | 4         |
| 3    | Anja Pärson          | 360    |             | 3         |
| 4    | Andrine Flemmen      | 335    | 1           | 2         |
| 5    | Stina Hofgard Nilsen | 330    | 1           | 2         |
| 6    | Karen Putzer         | 324    |             | 2         |
| 7    | Allison Forsyth      | 303    |             | 1         |
| 8    | Tina Maze            | 224    |             | 1         |
| 9    | Ylva Nowén           | 223    |             | 1         |
| 10   | Tanja Poutiainen     | 219    |             | 1         |
| 10   | Anna Ottosson        | 219    |             | 1         |

### Slalom
| Rang | Nom                 | Points | Victoire(s) | Podium(s) |
| ---- | ------------------- | ------ | ----------- | --------- |
| 1    | Ivica Kostelić      | 611    | 3           | 6         |
| 2    | Bode Miller         | 560    | 3           | 6         |
| 3    | Jean-Pierre Vidal   | 456    | 1           | 4         |
| 4    | Mitja Kunc          | 322    |             | 2         |
| 5    | Rainer Schönfelder  | 318    | 1           | 1         |
| 6    | Kalle Palander      | 287    |             |           |
| 7    | Giorgio Rocca       | 286    |             | 2         |
| 8    | Mario Matt          | 267    | 1           | 3         |
| 9    | Kjetil André Aamodt | 232    |             |           |
| 10   | Kilian Albrecht     | 202    |             | 1         |

| Rang | Nom              | Points | Victoire(s) | Podium(s) |
| ---- | ---------------- | ------ | ----------- | --------- |
| 1    | Laure Pequegnot  | 597    | 3           | 5         |
| 2    | Kristina Koznick | 518    |             | 4         |
| 3    | Anja Pärson      | 480    | 4           | 5         |
| 4    | Sonja Nef        | 330    |             | 3         |
| 5    | Ylva Nowén       | 328    |             | 3         |
| 6    | Christel Pascal  | 312    |             |           |
| 7    | Tanja Poutiainen | 301    |             | 1         |
| 8    | Monika Bergmann  | 264    |             | 1         |
| 9    | Marlies Öster    | 261    | 1           | 1         |
| 10   | Sarah Schleper   | 254    |             |           |

### Combiné
| Rang | Nom                   | Points | Victoire(s) | Podium(s) |
| ---- | --------------------- | ------ | ----------- | --------- |
| 1    | Kjetil André Aamodt   | 200    | 2           | 2         |
| 2    | Lasse Kjus            | 140    |             | 2         |
| 3    | Andrej Jerman         | 82     |             |           |
| 4    | Bode Miller           | 80     |             | 1         |
| 5    | Michael Walchhofer    | 60     |             | 1         |
| 6    | Kurt Sulzenbacher     | 58     |             |           |
| 7    | Didier Defago         | 50     |             |           |
| 8    | Paul Accola           | 45     |             |           |
| 8    | Gaëtan Llorach        | 45     |             |           |
| 8    | Stanley Hayer         | 40     |             |           |
| 8    | Stein Kristian Strand | 40     |             |           |

| Rang | Nom                  | Points | Victoire(s) | Podium(s) |
| ---- | -------------------- | ------ | ----------- | --------- |
| 1    | Renate Götschl       | 200    | 2           | 2         |
| 2    | Michaela Dorfmeister | 96     |             | 1         |
| 3    | Brigitte Obermoser   | 82     |             |           |
| 4    | Janica Kostelić      | 80     |             | 1         |
| 4    | Janette Hargin       | 80     |             | 1         |
| 6    | Stefanie Schuster    | 66     |             |           |
| 7    | Selina Heregger      | 60     |             | 1         |
| 8    | Daniela Ceccarelli   | 54     |             |           |
| 9    | Hilde Gerg           | 50     |             |           |
| 10   | Catherine Borghi     | 47     |             |           |

## Calendrier et résultats

### Messieurs
| Date                                                      | Lieu          | Épreuve     | Vainqueur            | Second               | Troisième                           |
| --------------------------------------------------------- | ------------- | ----------- | -------------------- | -------------------- | ----------------------------------- |
| 28 octobre 2001                                           | Sölden        | Géant       | Frédéric Covili      | Stephan Eberharter   | Michael von Grünigen Fredrik Nyberg |
| 25 novembre 2001                                          | Aspen         | Slalom      | Ivica Kostelić       | Giorgio Rocca        | Mario Matt                          |
| 26 novembre 2001                                          | Aspen         | Slalom      | Mario Matt           | Bode Miller          | Jean-Pierre Vidal                   |
| 7 décembre 2001                                           | Val d'Isère   | Super G     | Stephan Eberharter   | Didier Cuche         | Silvano Beltrametti                 |
| 8 décembre 2001                                           | Val d'Isère   | Descente    | Stephan Eberharter   | Kurt Sulzenbacher    | Michael Walchhofer                  |
| 9 décembre 2001                                           | Val d'Isère   | Géant       | Bode Miller          | Frédéric Covili      | Stephan Eberharter                  |
| 10 décembre 2001                                          | Madonna       | Slalom      | Bode Miller          | Giorgio Rocca        | Tom Stiansen                        |
| 14 décembre 2001                                          | Val Gardena   | Descente I  | Kristian Ghedina     | Lasse Kjus           | Kurt Sulzenbacher                   |
| 15 décembre 2001                                          | Val Gardena   | Descente II | Stephan Eberharter   | Michael Walchhofer   | Kjetil André Aamodt                 |
| 16 décembre 2001                                          | Alta Badia    | Géant       | Frédéric Covili      | Michael von Grünigen | Sami Uotila                         |
| 20 décembre 2001                                          | Kranjska Gora | Géant I     | Fredrik Nyberg       | Benjamin Raich       | Uroš Pavlovčič                      |
| 21 décembre 2001                                          | Kranjska Gora | Géant II    | Benjamin Raich       | Bode Miller          | Didier Cuche                        |
| 22 décembre 2001                                          | Kranjska Gora | Slalom      | Jean-Pierre Vidal    | Mario Matt           | Ivica Kostelić                      |
| 28 décembre 2001                                          | Bormio        | Descente I  | Christian Greber     | Fritz Strobl         | Stephan Eberharter                  |
| 29 décembre 2001                                          | Bormio        | Descente II | Fritz Strobl         | Josef Strobl         | Stephan Eberharter                  |
| 5 janvier 2002                                            | Adelboden     | Géant       | Didier Cuche         | Frédéric Covili      | Fredrik Nyberg                      |
| 6 janvier 2002                                            | Adelboden     | Slalom      | Bode Miller          | Ivica Kostelić       | Mitja Kunc                          |
| 12 janvier 2002                                           | Wengen        | Descente    | Stephan Eberharter   | Hannes Trinkl        | Josef Strobl                        |
| 13 janvier 2002                                           | Wengen        | Slalom      | Ivica Kostelić       | Mitja Kunc           | Edoardo Zardini                     |
| 13 janvier 2002                                           | Wengen        | Combiné     | Kjetil André Aamodt  | Bode Miller          | Lasse Kjus                          |
| 18 janvier 2002                                           | Kitzbühel     | Super G     | Stephan Eberharter   | Alessandro Fattori   | Didier Cuche                        |
| 19 janvier 2002                                           | Kitzbühel     | Descente    | Stephan Eberharter   | Kjetil André Aamodt  | Hannes Trinkl                       |
| 20 janvier 2002                                           | Kitzbühel     | Slalom      | Rainer Schönfelder   | Kilian Albrecht      | Bode Miller                         |
| 20 janvier 2002                                           | Kitzbühel     | Combiné     | Kjetil André Aamodt  | Lasse Kjus           | Michael Walchhofer                  |
| 22 janvier 2002                                           | Schladming    | Slalom      | Bode Miller          | Jean-Pierre Vidal    | Ivica Kostelić                      |
| 26 janvier 2002                                           | Garmisch      | Super G I   | Fritz Strobl         | Didier Cuche         | Stephan Eberharter                  |
| 27 janvier 2002                                           | Garmisch      | Super G II  | Stephan Eberharter   | Didier Cuche         | Andreas Schifferer                  |
| 2 février 2002                                            | Saint-Moritz  | Descente    | Stephan Eberharter   | Fritz Strobl         | Michael Walchhofer                  |
| 3 février 2002                                            | Saint-Moritz  | Géant       | Stephan Eberharter   | Didier Cuche         | Hans Knauss                         |
| Jeux olympiques à Salt Lake City du 10 au 21 février 2002 |               |             |                      |                      |                                     |
| 2 mars 2002                                               | Kvitfjell     | Descente    | Hannes Trinkl        | Claude Crétier       | Kristian Ghedina Franco Cavegn      |
| 3 mars 2002                                               | Kvitfjell     | Super G     | Alessandro Fattori   | Didier Defago        | Stephan Eberharter                  |
| 6 mars 2002                                               | Altenmarkt    | Descente    | Stephan Eberharter   | Ambrosi Hoffmann     | Hannes Trinkl                       |
| 7 mars 2002                                               | Altenmarkt    | Super G     | Didier Cuche         | Fritz Strobl         | Alessandro Fattori                  |
| 9 mars 2002                                               | Altenmarkt    | Slalom      | Ivica Kostelić       | Bode Miller          | Jean-Pierre Vidal                   |
| 10 mars 2002                                              | Altenmarkt    | Géant       | Michael von Grünigen | Benjamin Raich       | Stephan Eberharter                  |

### Dames
| Date                                                      | Lieu              | Épreuve     | Vainqueur            | Seconde                          | Troisième                       |
| --------------------------------------------------------- | ----------------- | ----------- | -------------------- | -------------------------------- | ------------------------------- |
| 27 octobre 2001                                           | Sölden            | Géant       | Michaela Dorfmeister | Sonja Nef                        | Régine Cavagnoud                |
| 21 novembre 2001                                          | Copper Mountain   | Géant       | Andrine Flemmen      | Allison Forsyth                  | Sonja Nef                       |
| 22 novembre 2001                                          | Copper Mountain   | Slalom      | Laure Pequegnot      | Christine Sponring               | Carina Raich                    |
| 29 novembre 2001                                          | Lake Louise       | Descente I  | Isolde Kostner       | Michaela Dorfmeister             | Corinne Rey-Bellet              |
| 30 novembre 2001                                          | Lake Louise       | Descente II | Isolde Kostner       | Sylviane Berthod                 | Michaela Dorfmeister            |
| 1er décembre 2001                                         | Lake Louise       | Super G     | Petra Haltmayr       | Carole Montillet                 | Caroline Lalive                 |
| 9 décembre 2001                                           | Sestrière         | Slalom      | Anja Pärson          | Tanja Poutiainen                 | Sonja Nef                       |
| 15 décembre 2001                                          | Val d'Isère       | Super G     | Hilde Gerg           | Renate Götschl                   | Tanja Schneider                 |
| 16 décembre 2001                                          | Val d'Isère       | Géant       | Sonja Nef            | Anja Pärson                      | Michaela Dorfmeister            |
| 21 décembre 2001                                          | Saint-Moritz      | Descente    | Sylviane Berthod     | Isolde Kostner                   | Corinne Rey-Bellet              |
| 22 décembre 2001                                          | Saint-Moritz      | Super G     | Karen Putzer         | Daniela Ceccarelli               | Stefanie Schuster Kirsten Clark |
| 28 décembre 2001                                          | Lienz             | Géant       | Lilian Kummer        | Karen Putzer                     | Ylva Nowén Anja Pärson          |
| 29 décembre 2001                                          | Lienz             | Slalom      | Anja Pärson          | Monika Bergmann Kristina Koznick |                                 |
| 4 janvier 2002                                            | Maribor           | Géant       | Sonja Nef            | Tina Maze                        | Stina Hofgard Nilsen            |
| 5 janvier 2002                                            | Maribor           | Slalom I    | Anja Pärson          | Kristina Koznick                 | Laure Pequegnot                 |
| 6 janvier 2002                                            | Maribor           | Slalom II   | Anja Pärson          | Laure Pequegnot                  | Sonja Nef                       |
| 11 janvier 2002                                           | Saalbach          | Descente I  | Hilde Gerg           | Pernilla Wiberg                  | Isolde Kostner                  |
| 12 janvier 2002                                           | Saalbach          | Descente II | Hilde Gerg           | Renate Götschl                   | Michaela Dorfmeister            |
| 13 janvier 2002                                           | Saalbach          | Slalom      | Laure Pequegnot      | Sonja Nef                        | Ylva Nowén                      |
| 13 janvier 2002                                           | Saalbach          | Combiné     | Renate Götschl       | Janica Kostelić                  | Michaela Dorfmeister            |
| 19 janvier 2002                                           | Berchtesgaden     | Géant       | Michaela Dorfmeister | Stina Hofgard Nilsen             | Geneviève Simard                |
| 20 janvier 2002                                           | Berchtesgaden     | Slalom      | Marlies Öster        | Kristina Koznick                 | Janica Kostelić                 |
| 25 janvier 2002                                           | Cortina d'Ampezzo | Super G     | Hilde Gerg           | Renate Götschl                   | Alexandra Meissnitzer           |
| 26 janvier 2002                                           | Cortina d'Ampezzo | Descente    | Renate Götschl       | Isolde Kostner                   | Daniela Ceccarelli              |
| 27 janvier 2002                                           | Cortina d'Ampezzo | Géant       | Stina Hofgard Nilsen | Andrine Flemmen                  | Karen Putzer                    |
| 31 janvier 2002                                           | Åre               | Géant       | Michaela Dorfmeister | Anja Pärson                      | Sonja Nef                       |
| 2 février 2002                                            | Åre               | Descente    | Renate Götschl       | Selina Heregger                  | Isolde Kostner                  |
| 3 février 2002                                            | Åre               | Slalom      | Laure Pequegnot      | Kristina Koznick                 | Ylva Nowén                      |
| 3 février 2002                                            | Åre               | Combiné     | Renate Götschl       | Janette Hargin                   | Selina Heregger                 |
| Jeux olympiques à Salt Lake City du 10 au 21 février 2002 |                   |             |                      |                                  |                                 |
| 2 mars 2002                                               | Lenzerheide       | Descente    | Corinne Rey-Bellet   | Mélanie Suchet                   | Hilde Gerg                      |
| 6 mars 2001                                               | Altenmarkt        | Descente    | Michaela Dorfmeister | Caroline Lalive                  | Mélanie Suchet                  |
| 7 mars 2001                                               | Altenmarkt        | Super G     | Michaela Dorfmeister | Alexandra Meissnitzer            | Hilde Gerg                      |
| 9 mars 2001                                               | Altenmarkt        | Géant       | Sonja Nef            | Anna Ottosson                    | Tanja Poutiainen                |
| 10 mars 2001                                              | Altenmarkt        | Slalom      | Janica Kostelić      | Anja Pärson                      | Ylva Nowén                      |

## Coupe des nations
| Rang | Nom        | Points | Victoire(s) | Podium(s) |
| ---- | ---------- | ------ | ----------- | --------- |
| 1    | Autriche   | 12405  | 26          | 68        |
| 2    | Suisse     | 6334   | 10          | 30        |
| 3    | Italie     | 4811   | 5           | 21        |
| 4    | France     | 4728   | 6           | 18        |
| 5    | Norvège    | 3723   | 4           | 13        |
| 6    | États-Unis | 3272   | 4           | 16        |
| 7    | Suède      | 3112   | 5           | 18        |
| 8    | Slovénie   | 2169   |             | 3         |
| 9    | Allemagne  | 2138   | 5           | 8         |
| 10   | Finlande   | 1209   |             | 3         |

| Rang | Nom        | Points | Victoire(s) | Podium(s) |
| ---- | ---------- | ------ | ----------- | --------- |
| 1    | Autriche   | 7126   | 17          | 43        |
| 2    | Suisse     | 3479   | 3           | 15        |
| 3    | France     | 2594   | 3           | 9         |
| 4    | Norvège    | 2556   | 2           | 8         |
| 5    | Italie     | 2410   | 2           | 10        |
| 6    | États-Unis | 1553   | 4           | 9         |
| 7    | Slovénie   | 1414   |             | 2         |
| 8    | Suède      | 834    | 1           | 3         |
| 9    | Croatie    | 677    | 3           | 6         |
| 10   | Finlande   | 562    |             | 1         |

| Rang | Nom        | Points | Victoire(s) | Podium(s) |
| ---- | ---------- | ------ | ----------- | --------- |
| 1    | Autriche   | '5279  | 9           | 25        |
| 2    | Suisse     | 2855   | 7           | 15        |
| 3    | Italie     | 2401   | 3           | 11        |
| 4    | Suède      | 2278   | 4           | 15        |
| 5    | France     | 2134   | 3           | 9         |
| 6    | Allemagne  | 1998   | 5           | 8         |
| 7    | États-Unis | 1719   |             | 7         |
| 8    | Norvège    | 1167   | 2           | 5         |
| 9    | Canada     | 896    |             | 2         |
| 10   | Slovénie   | 755    |             | 1         |

Classement final